# Epiblema gibsoni
Epiblema gibsoni es una especie de polilla del género Epiblema, familia Tortricidae.
Fue descrita científicamente por Wright & Covell en 2003.
El largo de las alas anteriores es de 6-9 mm. Tienen color lavanda. Los adultos vuelan desde principios de junio a fines de agosto, son más abundantes en julio.

## Distribución
Se encuentra en los Estados Unidos, en Arkansas, Illinois, Indiana, Kentucky, Míchigan, Misisipi, Misuri, Ohio, Carolina del Norte y Carolina del Sur.

## Etimología
La especie lleva el nombre de Loran D. Gibson por sus contribuciones al conocimiento de los lepidópteros de Kentucky.